# Простинское сельское поселение
Простинское се́льское поселе́ние — муниципальное образование в Нижнекамском районе Татарстана Российской Федерации.
В состав поселения входит один населённый пункт — село Прости.

## История
Статус и границы сельского поселения установлены Законом Республики Татарстан от 31 января 2005 года № 31-ЗРТ «Об установлении границ территорий и статусе муниципального образования „Нижнекамский муниципальный район“ и муниципальных образований в его составе».

## Население
| 2010 | 2011 | 2012 | 2013 | 2014 | 2015 | 2016 |
| ---- | ---- | ---- | ---- | ---- | ---- | ---- |
| 523  | →523 | ↗550 | ↗574 | ↗620 | ↗637 | →637 |
| 2017 | 2018 |      |      |      |      |      |
| →637 | ↗645 |      |      |      |      |      |